# Florian Burmeister
Florian Burmeister (* 20. April 1997) ist ein deutscher Handballspieler. Seine Körperlänge beträgt 1,96 m.
Burmeister spielte bis zur C-Jugend bei der SG Schorndorf. Ab der B-Jugend spielte er für den TVB 1898 Stuttgart.
Burmeister gehörte dem Kader der 2. Mannschaft des TVB in der Baden-Württemberg Oberliga an. In der 1. Mannschaft des TVB wurde er in der Bundesliga erstmals in einem Nachholspiel des 21. Spieltags der Saison 2016/17 gegen die Rhein-Neckar Löwen eingesetzt.
Für die Saison 2017/18 hatte der TVB im April 2017 angekündigt, Burmeister fest in den Kader der 1. Mannschaft aufzunehmen. Im Auswärtsspiel gegen den TBV Lemgo erzielte er am 1. Oktober 2017 sein erstes Bundesligator.
Zur Saison 2019/20 hat sich Burmeister dem Drittligisten HG Oftersheim/Schwetzingen angeschlossen.
Er bekleidet die Position als linker Rückraumspieler.
Sein Vater Heiko Burmeister war ebenfalls Handballspieler und ist inzwischen als Trainer aktiv.